# Alfred von Domaszewski

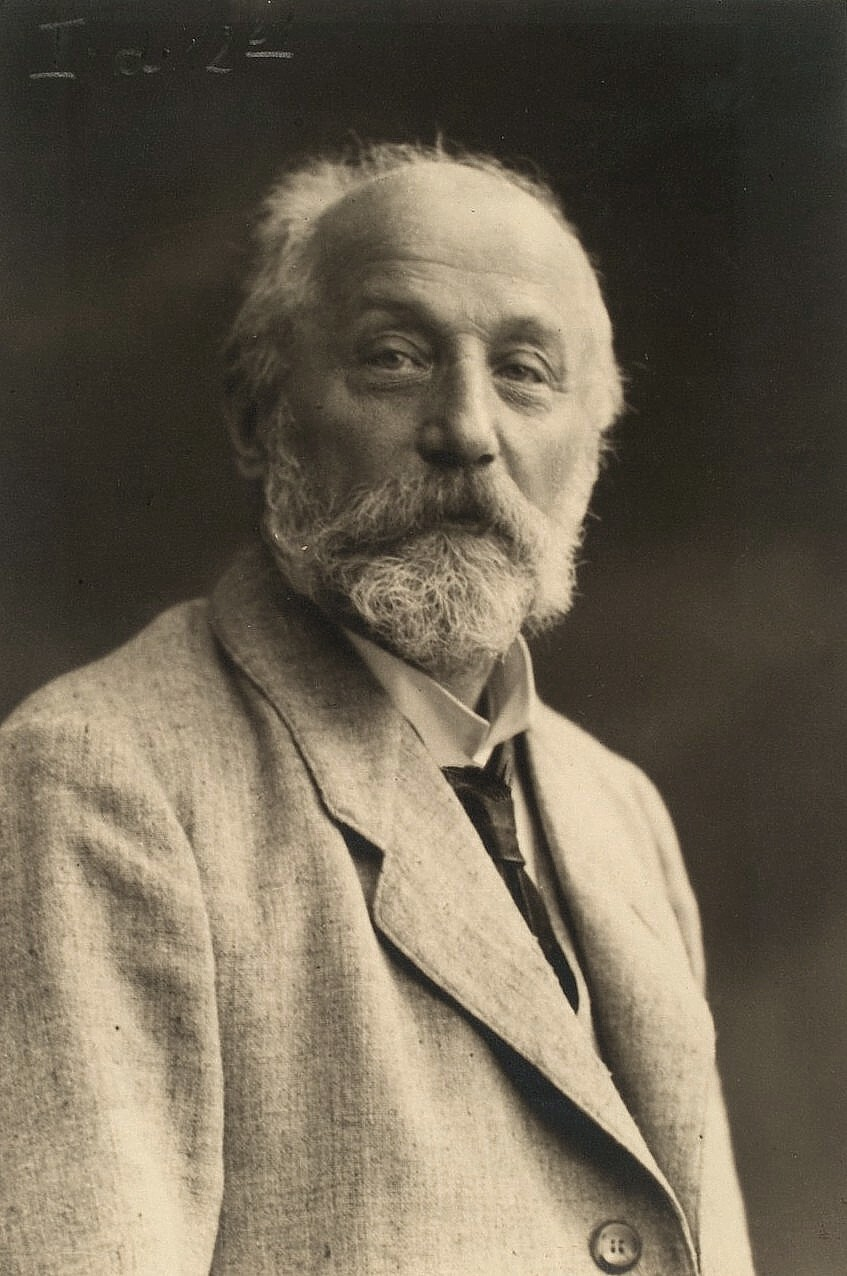
Alfred von Domaszewski

Alfred von Domaszewski (* 30. Oktober 1856 in Temeswar, Kaisertum Österreich; † 25. März 1927 in München) war ein österreichischer Althistoriker.
Alfred von Domaszewski war der Sohn des 1881 im Etschtal verstorbenen Ingenieurs Victor von Domaszewski und der Pauline Preyss. Er promovierte als Philologe an der Universität Wien und war anschließend Gymnasiallehrer am Akademischen Gymnasium in Wien, ab 1886 auch Privatdozent. Im Auftrag der Berliner Akademie der Wissenschaften und gefördert vom Wiener Unterrichtsministerium arbeitete er ab 1882 mit Carl Humann in Smyrna weiter an der Rekonstruktion des Monumentum Ancyranum.
1884 wurde er als Kustosadjunkt am Kunsthistorischen Museum Wien angestellt. 1887 wechselte er als Professor an den neu geschaffenen Lehrstuhl für Alte Geschichte der Ruprecht-Karls-Universität Heidelberg. Zusammen mit Rudolf Ernst Brünnow legte er die erste Karte der antiken Felsenstadt Petra im heutigen Jordanien an. Mehrfach aufgelegt wurde sein Werk Geschichte der römischen Kaiser.
Zu seinen Schülern gehörte Ernst Kantorowicz.

## Schriften (Auswahl)
- Zu den Tierbildern der Signa. In: Archäologisch-epigraphische Mitteilungen aus Österreich-Ungarn. Band 17, 1894, ISSN 0259-1448, S. 34.
- Die Religion des Römischen Heeres. In: Westdeutsche Zeitschrift für Geschichte und Kunst. Band 14, 1895, ZDB-ID 200652-2, S. 1–124 (Sonderabdruck: Lintz'sche Buchhandlung, Trier 1895); Nachdruck: Arno Press, New York (NY) 1975, ISBN 0-405-07012-8 (Digitalisat [PDF; 4,22 MB]).
- mit Rudolf Ernst Brünnow: Die Provincia Arabia auf Grund zweier in den Jahren 1897 und 1898 unternommenen Reisen und der Berichte früherer Reisender beschrieben. 3 Bände. Trübner, Straßburg 1904–1909 (Nachdruck: Olms, Hildesheim 2004).
  - Band 1: Die Römerstraße von Mâdebâ über Petra und O_dru.h bis El-A.kaba. 1904 (Nachdruck. ISBN 3-487-12611-7);
  - Band 2: Der äußere Limes und die Römerstraßen von el-Maan bis Bo.sra. 1905 (Nachdruck. ISBN 3-487-12612-5);
  - Band 3: Der westliche Hauran von Boṣrâ bis Eš-Šuhba und die Gegend um die Damaskener Wiesenseen bis Eḍ-Ḍumêr. Nebst einem Anhang über die römischen Befestigungen von Maṣada und einem Überblick über die Geschichte der Provinz Arabia. 1909 (Nachdruck. ISBN 3-487-12613-3).
- Die Rangordnung des römischen Heeres. In: Bonner Jahrbücher. Band 117, 1908, ZDB-ID 217210-0, S. 1–278 (Sonderabdruck: Marcus und Weber, Köln 1908; 3., unveränderte Auflage) (= Bonner Jahrbücher. Beihefte 14, ISSN 0067-4893). Böhlau, Köln/Weimar/Wien 1981, ISBN 3-412-05280-9 (online).
- Die Anlage der Limeskastelle. Carl Winter, Heidelberg 1908.
- Geschichte der römischen Kaiser. 2 Bände. Quelle & Meyer, Leipzig 1909.
- Abhandlungen zur römischen Religion. Teubner, Leipzig u. a. 1909 (Nachdruck: Olms, Hildesheim / New York 1977, ISBN 3-487-06448-0) (auszugsweise online).
- Zwei römische Reliefs (= Sitzungsberichte der Heidelberger Akademie der Wissenschaften. Philosophisch-Historische Klasse. Jahrgang 1910, Abandlung 4, ISSN 0933-6613). Carl Winter, Heidelberg 1910.
- Die Hermen der Agora zu Athen (= Sitzungsberichte der Heidelberger Akademie der Wissenschaften. Philosophisch-Historische Klasse. Jahrgang 1914, Abhandlung 10). Carl Winter, Heidelberg 1914.
- Die Topographie Roms bei den Scriptores historiae Augustae (= Sitzungsberichte der Heidelberger Akademie der Wissenschaften. Philosophisch-Historische Klasse. Jg. 1916, Abhandlung 7). Carl Winter, Heidelberg 1916.
- Die Geographie bei den Scriptores historiae Augustae (= Sitzungsberichte der Heidelberger Akademie der Wissenschaften. Philosophisch-Historische Klasse. Jg. 1916, Abhandlung 15). Carl Winter, Heidelberg 1916.
- Die Daten der Scriptores historiae Augustae von Severus Alexander bis Carus (= Sitzungsberichte der Heidelberger Akademie der Wissenschaften. Philosophisch-Historische Klasse. Jg. 1917, Abhandlung 1). Carl Winter, Heidelberg 1917.
- Der Staatsfriedhof der Athener (= Sitzungsberichte der Heidelberger Akademie der Wissenschaften. Philosophisch-Historische Klasse. Jg. 1917, Abhandlung 7). Carl Winter, Heidelberg 1917.
- Zeitgeschichte bei römischen Elegikern (= Sitzungsberichte der Heidelberger Akademie der Wissenschaften. Philosophisch-Historische Klasse. Jg. 1919, Abhandlung 2). 1919.
- Eine Urkunde bei Thukydides (= Sitzungsberichte der Heidelberger Akademie der Wissenschaften. Philosophisch-Historische Klasse. Jg. 1920, Abhandlung 5). Carl Winter, Heidelberg 1920 (Digitalisat).
- Bellum Marsicum (= Akademie der Wissenschaften in Wien. Philosophisch-historische Klasse. Sitzungsberichte. Band 201, Abhandlung 1, ISSN 1012-487X). Hölder-Pichler-Tempsky, Wien/Leipzig 1924.
- Die attische Politik in der Zeit der Pentekontaetie (= Sitzungsberichte der Heidelberger Akademie der Wissenschaften. Philosophisch-Historische Klasse. Jg. 1924/25, Abhandlung 4). Carl Winter, Heidelberg 1925 (Digitalisat).
- Die Phalangen Alexanders und Caesars Legionen (= Sitzungsberichte der Heidelberger Akademie der Wissenschaften. Philosophisch-Historische Klasse. Jg. 1925/26, Abhandlung 1). Carl Winter, Heidelberg 1926 (Digitalisat).